# Cuphodes dolichocera
Cuphodes dolichocera är en fjärilsart som beskrevs av Lajos Vári 1961. Cuphodes dolichocera ingår i släktet Cuphodes och familjen styltmalar. Inga underarter finns listade i Catalogue of Life.